# Brasílio Itiberê da Cunha

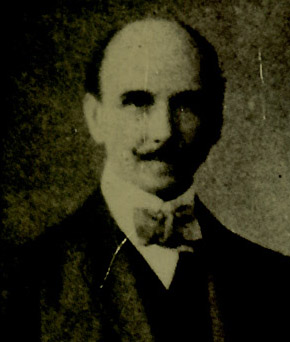
Brasílio Itiberê da Cunha

Brasílio Itiberê da Cunha (* 1. August 1846 in Paranaguá; † 11. August 1913 in Berlin) war ein brasilianischer Komponist und Diplomat.

## Leben
Brasílio Itiberê da Cunha entstammte einer musikalischen Familie. Er erhielt seinen ersten Klavierunterricht in seinem Elternhaus und war bald in seiner Heimatstadt sowie in São Paulo ein angesehener Pianist. Ab 1866 studierte er Jura an der Universität von São Paulo und trat bereits 1870 in den diplomatischen Dienst. Er wirkte als Diplomat in Italien, Belgien, Bolivien und Peru und war schließlich brasilianischer Botschafter in Berlin.
Brasílio Itiberê war mit berühmten Pianisten wie Arthur Rubinstein, Giovanni Sgambati und Franz Liszt bekannt. Für Rubinstein komponierte er sein Estudo de Concerto, Liszt hatte seine Rhapsodie A Sertaneja im Repertoire. Da Cunha hinterließ etwa sechzig Werke, von denen dreißig in der Biblioteca Casa da Memória der Fundação Cultural de Curitiba vorliegen. Es sind vorwiegend Klavierwerke, außerdem fünf Vokalwerke und drei Arrangements für Klavier und Violine. Er ist einer der ersten brasilianischen Komponisten, der folkloristische Elemente in seine Werke aufnahm.

## Werke
- Eco dos salões, valsa de bravura, Op. 3 (1865)
- Os pífaros da esquadra, polca brilhante, Op. 5 (1867)
- Valsa acadêmica, aos estudantes de São Paulo, Op. 9
- A graciosa, Op. 10
- Stella maris (Grande mazurka de salão), Op. 11
- Mazurka en la majeur, Op. 12
- Barcarolle, Op. 13
- Danse americaine, Op. 14
- A Sertaneja, fantasia característica sobre temas brasileiros, Op. 15 (1869)
- Valse-Caprice (A misteriosa, 3a grande valsa de bravura), Op. 16 (1869)
- Sur les rives du Plata, méditation, Op. 18
- Une larme (Uma lágrima), méditation, Op. 19 (1869)
- Ballade des tropiques, Op. 20
- Marcha fúnebre à memória de Gottschalk, Op. 21 (1870)
- Poème d’amour, fantaisie, Op. 22
- Gavotte sur l’air célèbre de Louis XIII, Op. 23
- Soirées à Venise, trois morceaux, Op. 24
  - Barcarolle
  - Nocturne
  - Romance
- Nuits orientales, Op. 27
  - Nocturne
  - La dahabieh (La gondole du Nil), Barcarolle
  - Le jardin des tropiques (devant l’Île d’Éléphantine-Nil), Étude mélodique
- Berceuse (Le filleul), Op. 28
- Gavotte, Op. 30
- Mazurka, Op. 31
- Caprices à la mazurka, No. 3, Op. 32
- Étude de concert d’après E. Bach, Op. 33
- Sérénade, Op. 34
- Grande Mazurca de Salão, Op. 41
- Amizade, polka (1864)
- Impromptu-Nocturne (1903)
- Nocturne-Saudade (1864)
- Segunda Grande Galope de concerto (Erstaufführung 1870)[1]
- A Serrana, fantasia característica
- A Súplica do Escravo, meditação (Erstaufführung 1870)[2]